# Peter Bol
Peter Bol, född 22 februari 1994, är en australisk friidrottare. Han deltog vid olympiska sommarspelen 2016 och olympiska sommarspelen 2020.